# 루키우스 아일리우스 카이사르
루키우스 아일리우스 카이사르 (Lucius Aelius Caesar, 101년 1월 13일 – 138년 1월 1일)는 루키우스 베루스 황제의 아버지이다. 136년에, 그는 하드리아누스에게 입양되어 후계자로 임명되었다. 그는 하드리아누스보다 일찍 사망하면서 황제가 되지는 못 했다. 루키우스 사망한 뒤에 안토니누스 피우스가 그의 자리를 대신하였고 같은 해에 하드리아누스의 뒤를 이어 황제에 즉위했다.

## 생애와 가정
아일리우스는 루키우스 케이오니우스 콤모두스라는 이름으로 태어나, 하드리아누스의 후계자로 입양되면서 루키우스 아일리우스 카이사르가 되었다. 그는 종종 루키우스 아일리우스 베루스로 표현되기도 하나, 이 이름은 ‘히스토리아 아우구스타’ 말고는 등장하지 않는데, 이 이름은 아마도 본래의 원고 자료에서의 오기에서 비롯한 것으로 추정한다. 젊은 시절의 루키우스 케이오니우스 콤모두스는 케이오니우스 씨족이었다. 또한 루키우스 케이오니우스 콤모두스라는 이름을 지녔던 그의 아버지 (‘히스토리아 아우구스타’의 저자는 베루스라는 코그노멘을 더했다)는 106년에 집정관으로 있었고, 동명의 그의 조부 역시 78년에 집정관이었다. 친가쪽 조상들은 에트루리아 출신들이었고, 집정관 계급에 속했다. 그의 어머니는 플라우티아라는 이름의 로마 여성으로 추측되지만, 그 외에는 기록된 것이 없다. ‘히스토리아 아우구스타’는 그의 외조부와 외가쪽 선조들이 집정관 계급이었다고 전한다.
130년 이전에, 젊은 시절의 루키우스 콤모두스는 원로원 의원 가이우스 아비디우스 니그리누스의 여식이자 연줄이 많았던 로마 귀족 여성인 아비디아와 혼인하였다. 아비디아는 딸 둘과 아들 둘을 낳았으며 다음과 같다:
- 소 루키우스 케이오니우스 콤모두스 – 그는 루키우스 베루스 카이사르가 되었으며, 161년부터 사망한 169년까지 마르쿠스 아우렐리우스와 로마 황제로서 공동 통치를 하였다. 베루스는 마르쿠스 아우렐리우스와 소 파우스티나의 둘째 딸인 루킬라와 혼인하였다.
- 가이우스 아비디우스 케이오니우스 콤모두스 – 로마에서 발견된 한 비문을 통해서 존재가 알려졌다.
- 케이오니아 파비아 – 마르쿠스 아우렐리우스의 입양 당시에, 그녀는 입양 조건의 일부로서 아우렐리우스와 약혼을 했었다. 안토니누스 피우스의 즉위 이후 얼마 안되어, 피우스는 아우렐리우스에게 접근하여 파비아와의 약혼을 파기하고 대신에 자신의 딸 소 파우스티나와 결혼을 할 것을 요청하였다. 파우스티나는 본래 하드리아누스가 루키우스 베루스와 혼인하도록 계획되어 있었던 상태였다.
- 케이오니아 플라우티아

## 하드리아누스의 후계자

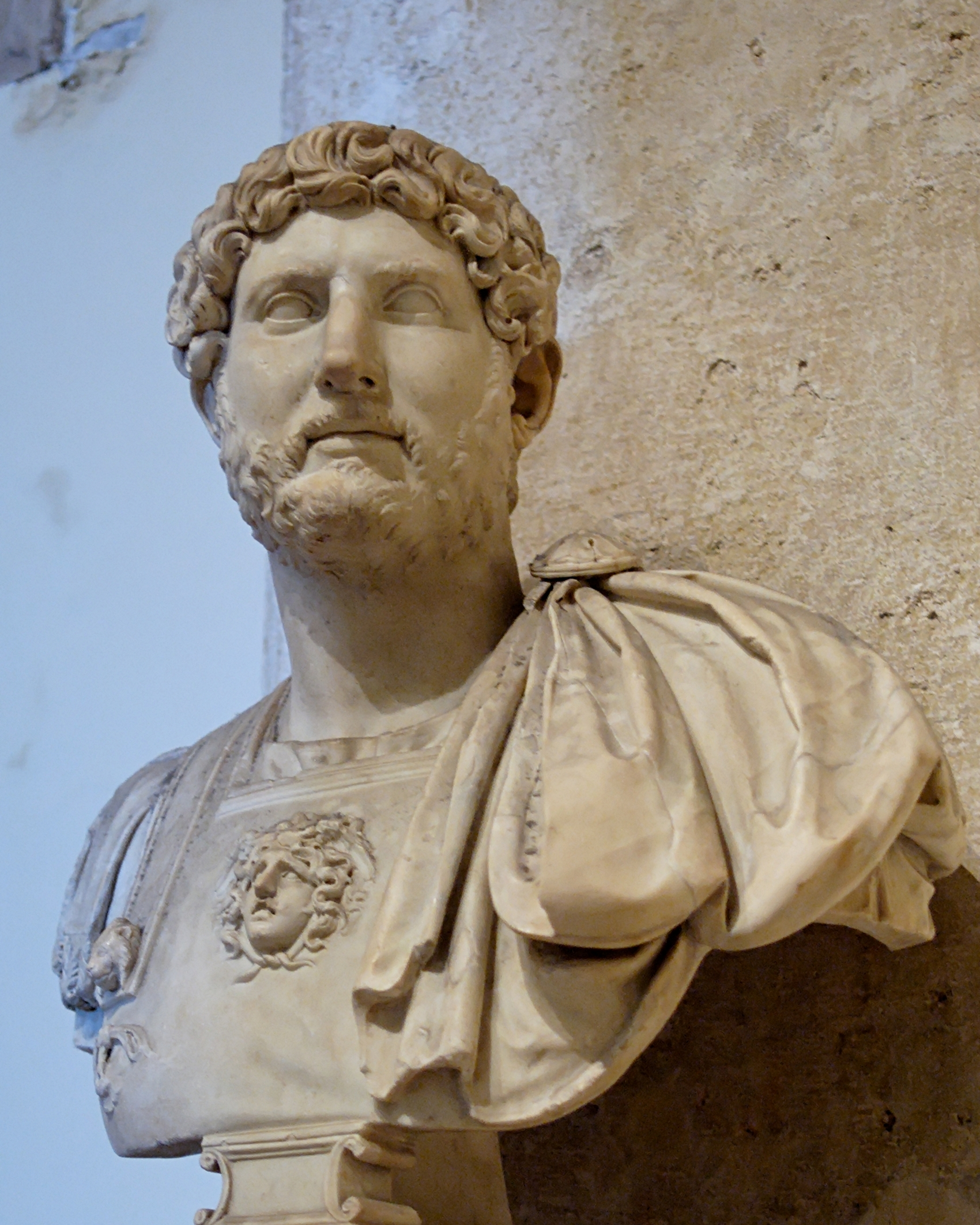
하드리아누스 흉상 (카피톨리노 박물관)

오랜 기간, 하드리아누스 황제는 매형인 루키우스 율리우스 우르수스 세르비아누스를 비공식적인 후계자로 고려했었다. 하지만 하드리아누스의 집권기가 끝나가면서, 그는 마음을 바꿨다. 하드리아누스는 자기가 죽은 뒤에 세르비아누스가 황제로서 다스릴 능력이 있다고 분명하게 생각은 했으나, 90대애 이르른 세르비아누스는 황제가 되기에는 몹시 나이가 많았다. 하드리아누스의 관심은 세르비아누스의 손자인 루키우스 페다니우스 푸스쿠스 살리나토르로 돌렸다. 하드리아누스는 생질손인 어린 살리나토르를 진급시키고, 그에게 황궁 내에서 특별한 지위를 주었으며 그를 후계자로서 준비를 시켰다.
그렇지만, 136년 말에, 하드리아누스는 출혈로 거의 죽을 뻔했다. 티볼리에 있는 빌라에서 회복 중이던, 그는 마음을 바꾸기로 결정했고, 루키우스 케이오니우스 콤모두스를 새로운 후계자로 택하고, 그를 아들로 입양하였다. 이 선택은 ‘모든 이들의 선택에 반하는’ ‘인비티스 옴니부스’(Invitis omnibus)로 행해졌다. 특히나, 세르비아누스와 어린 살리나토르는 하드리아누스에게 매우 분노했고 입양에 대해서 그가 설명하기를 바라였다. 심지어 오늘날에도, 하드리아누스의 갑작스러운 변화에 대한 이유는 여전히 불분명하다. 살리나토르가 세르비아누스가 얽힌, 하드리아누스에 대한 쿠데타까지 시도했을 가능성이 있었다. 황제 계승에서 잠재적 분쟁을 피하기 위해, 하드리아누스는 살리나토르와 세르비아누스에게 사형에 처하게 했다.
루키우스는 군 경험이 없었음에, 원로원 의원으로 있었고, 강력한 정치적 연줄을 지녔다. 하지만 그는 건강이 좋지 못했다. 입양이 되면서, 루키우스 케이오니우스 콤모두스는 루키우스 아일리우스 카이사르라는 이름을 갖게 되었다.

## 죽음
다뉴브 전선에서 1년간을 있고 나서, 아일리우스는 138년 첫 날에 원로원에서 연설하기 위해 로마로 돌아왔다. 하지만 연설하기 전날밤에, 그는 아프기 시작했고, 다음날 늦게 출혈로 사망하였다. 138년 1월 24일에, 하드리아누스는 아우렐리우스 안토니누스 (86년 9월 19일 – 161년 3월 7일)를 새로운 후계자로 택했다.
며칠간의 고려 끝에, 안토니누스는 받아들였다. 그는 2월 25일에 입양됐다. 하드리아누스의 조건의 일부로서, 안토니누스는 루키우스 아일리우스의 아들 (정확히 말하자면 소 루키우스 케이오니우스 콤모두스)과, 결혼을 통한 하드리아누스의 생질손인 마르쿠스 아우렐리우스 (121년 4월 26일 – 180년 3월 17일)를 입양했다. 마르쿠스는 M. 아일리우스 아우렐리우스 베루스가 되었고, 루키우스는 L. 아일리우스 아우렐리우스 콤모두스가 되었다. 하드리아누스의 요청으로, 안토니누스의 딸 파우스티나는 루키우스와 약혼했다.
마르쿠스 아우렐리우스는 이후에 루키우스 베루스가 169년에 사망할 때까지 루키우스 베루스와 로마 황제로서 공동 통치를 했으며, 이후로 아우렐리우스는 180년에 사망할 때까지 단독 통치자로 있었다.
《로마 제국 쇠망사》에서, 에드워드 기번은 하드리아누스의 후계자로서 아일리우스의 짧은 기간을 다음과 같이 전한다:
그가 높이 평가하고 그리고 싫어하던 저명한 이들 몇을 마음 속에 새긴 뒤, [하드리아누스는] 연인 안티누스에게 흔치 않은 외모로 추천을 받았던, 대단하고 화려하고 관능적인 귀족 아일리우스 베루스를 입양했다. 그렇지만 하드리아누스는 막대한 기부를 통해 얻어낸 동의 의사를 갖던 병사들의 환호와 함께 스스로에 대한 박수갈채로 즐거워하였지만 동시에, 새로운 부제는 때 이른 죽음으로 그의 품에서 벗어났다.

## 사료
아일리우스의 삶에 대한 주요 사료들은 불분명하고 종종 신뢰할 수 없다. 가장 중요한 문헌 자료들의 집합인 《히스토리아 아우구스타》에 포함된 전기 내용들은 4세기 초에 한 무리의 작가들에 의해 쓰여졌다고 주장되지만, 실제로는 4세기 말(약 395년)에 작가 한 명이 쓴 것이다.
후기의 전기집들과, 부제들 및 제위 주장자들의 전기집들은 거짓과 가공의 연속이지만, 현재는 소실된 이전의 사료들 (마리우스 막시무스 또는 이그노투스)에서 주로 비롯한 전기의 전기집들은 한층 훨씬 정확하다. 아일리우스한테 있어서, 하드리아누스, 안토니누스 피우스, 마르쿠스 및 루키우스 베루스의 전기집은 크게 믿을 만하지만, 아비디우스 카시우스, 심지어 루키우스 아일리우스의 전기집은 가공된 것들로 가득하다.
일부 문헌 자료들은 상세한 내용들은 전하는데, 대표적으로 안토니누스의 엘리트층들의 습관들에서 의사 갈레누스의 집필 내용들, 시대의 기질에 관한 아일리우스 아리스티데스의 연설문들, 마르쿠스의 법률 저서의 '다이제스트'와 '유스티니아누스 법전'에 보존된 법률 내용 등이다. 비문 및 주화 발견물 등이 문헌 자료들을 보충하고 있다.

## 참고
1. ↑  콤모두스는 입양 당시부터 폐결핵이 있는 것으로 알려졌으며, 그래서 하드리아누스는 결국에는 안토니누스의 승계를 의도한 것일 수도 있다.[7]
2. ↑  젊은 루키우스 콤모두스는 피우스가 죽고 나서 마르쿠스와 공동 재위에 오를 때까지 베루스라는 코그노멘을 취하지 않았다.